# Anodontopsidae
Anodontopsidae zijn een uitgestorven familie van tweekleppigen uit de orde Actinodontida.